# Wartenburg (Kemberg)
Wartenburg ist ein Ortsteil der Stadt Kemberg im Landkreis Wittenberg in Sachsen-Anhalt, Deutschland.

## Geographie
Wartenburg liegt ca. 12 km südöstlich von Lutherstadt Wittenberg und 13 km nordöstlich von Kemberg an der Elbe.

## Geschichte
1176 wurde Wartenburg erstmals als Wardenberch urkundlich erwähnt. 
Am 1. September 1756 rückte Friedrich II. über Wartenburg – Bösewig – Trebitz nach Pretzsch vor, nachdem er zuvor die Elbe bei Elster mittels einer Pontonbrücke überquert hatte.
Berühmt wurde der Ort durch die Schlacht bei Wartenburg mit der erfolgreichen Elbüberquerung der preußischen und russischen Truppen unter General Yorck in den Befreiungskriegen am 3. Oktober 1813. Dem General wurde daraufhin der Ehrentitel „Graf von Wartenburg“ verliehen.
Am 1. Januar 2010 wurde die bis dahin selbständige Gemeinde Wartenburg zusammen mit den Gemeinden Dabrun, Eutzsch, Rackith, Radis, Rotta, Schleesen, Selbitz und Uthausen in die Stadt Kemberg eingemeindet. Gleichzeitig wurde die Verwaltungsgemeinschaft Kemberg, zu der Wartenburg gehörte, aufgelöst.

## Politik

### Bürgermeister
Der letzte Bürgermeister der selbständigen Gemeinde war Ulrich Zepperitz.

### Wappen
Das Wappen wurde am 27. November 2009 durch den Landkreis genehmigt.
Blasonierung: „In Grün mit silbern-blau im Wellenschnitt gespaltener linker Flanke ein silberner Turm mit einem Fenster und einer Türöffnung in der durch beidseitige Maueransätze verbreiterten Turmbasis aus schwarz gefugtem Feldsteinmauerwerk, zwei schräg versetzten Fenstern im Turmschaft und einer mit Feldsteinmauerwerk abgesetzten Turmkrone.“

### Flagge
Die Flagge ist weiß-grün (1:1) gestreift (Querform: Streifen waagerecht verlaufend; Längsform: Streifen senkrecht verlaufend) und mittig mit dem Gemeindewappen belegt.

### Gemeindepartnerschaft
Seit 1992 unterhält Wartenburg eine Gemeindepartnerschaft mit der Marktgemeinde Colmberg in Bayern.

## Sehenswürdigkeiten und Kultur

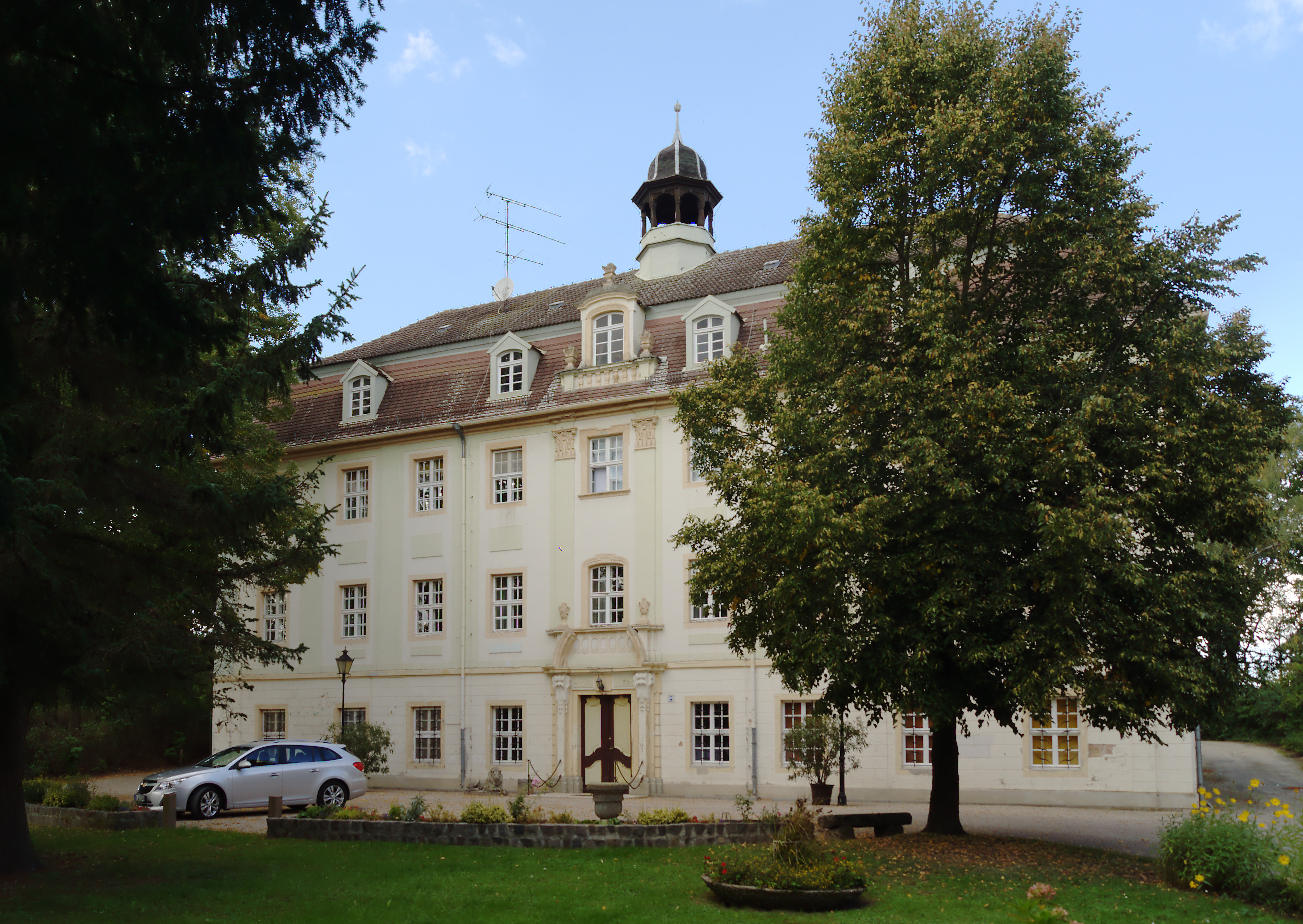
Schloss Wartenburg (2015)

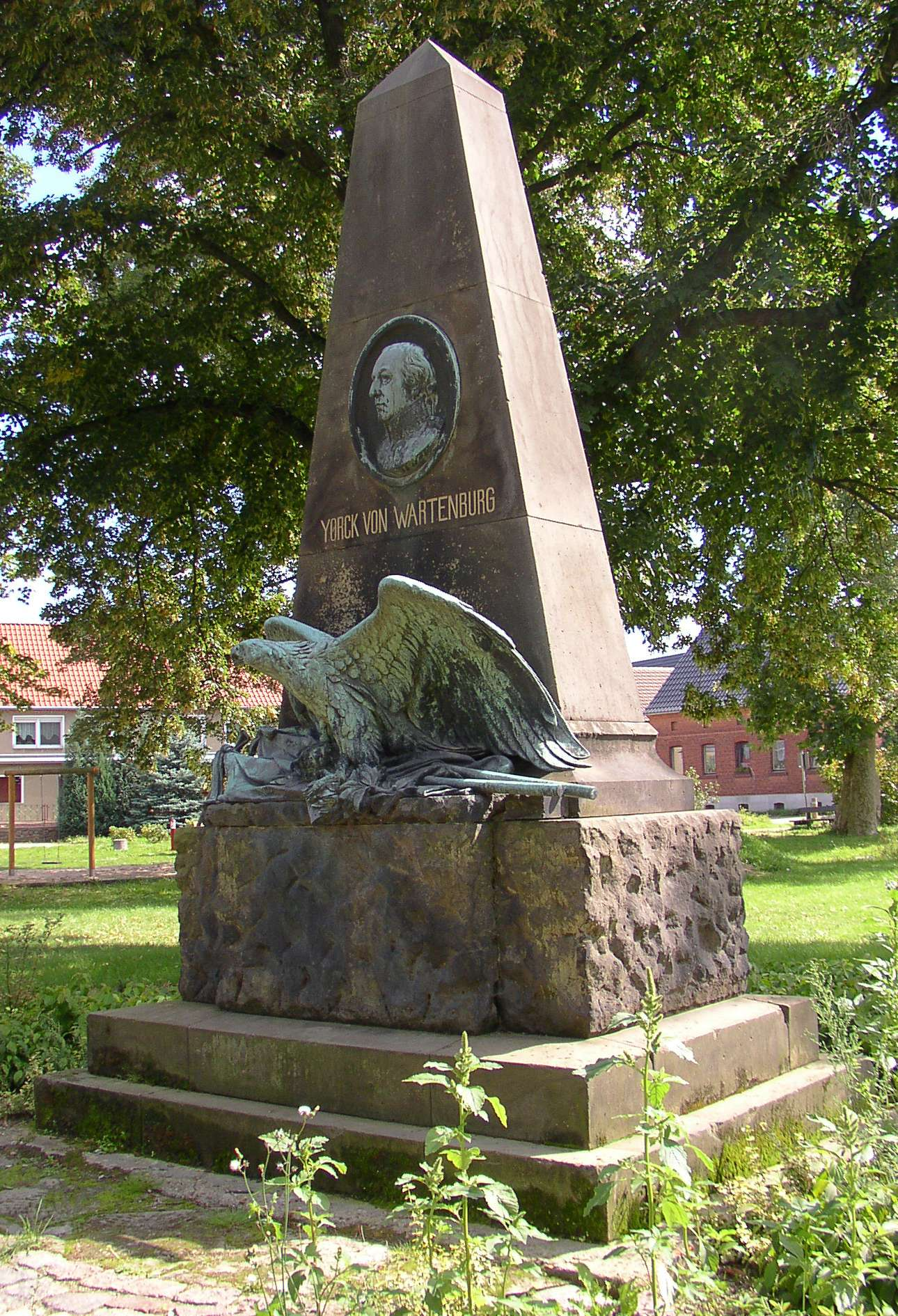
Yorck-Denkmal

- Schloss Wartenburg

Der Grundstein für das Schloss im damaligen Rittergut Wartenburg war 1663 gelegt worden. 1769 kaufte es Baron von Hohenthal. In der Zeit der Befreiungskriege wurde der Ort durch die Schlacht bei Wartenburg am 3. Oktober 1813 bekannt, bei der ein Armeekorps des preußischen Feldmarschalls Blücher Napoleons Armee zwang, den Übergang über die Elbe freizugeben. Dies war die Voraussetzung für den späteren Sieg der verbündeten Truppen über Napoleon in der Völkerschlacht bei Leipzig. Schloss Wartenburg war für drei Tage Anfang Oktober 1813 Hauptquartier der Verbündeten. Hier hielten sich u. a. Feldmarschall Blücher, die Generäle Gneisenau und York sowie Kronprinz Wilhelm von Preußen auf.
Graf Peter von Hohenthal erwarb das Anwesen 1920 von seinem Bruder. 1921 wurde ein Flügel des ursprünglich als Karree angelegten Bauwerks abgerissen. Zum Ende des Zweiten Weltkriegs musste die Grafenfamilie vor der Roten Armee fliehen. 1946 wurde das Schloss von der sowjetischen Besatzungsmacht verstaatlicht. Der Präsident der damaligen Provinz Sachsen verfügte, in dem Gebäude ein Erziehungsheim einzurichten. Zunächst wurden hier ab Januar 1947 vor allem Kriegswaisen und Flüchtlingskinder betreut, die ihre Eltern verloren hatten. Zugleich wurden in das Heim von Anfang an so genannte „erziehungsschwierige“ Kinder eingewiesen. Sofort wurde auch eine Heimschule eingerichtet. Damals lebten 90 Kinder in drei Gruppen in dem Heim. Sie wurden von vier Erziehern betreut. Zwei ständige Lehrer und zwei Wanderlehrer sorgten für die Bildung der Kinder.
Mitte der 1950er Jahre wurde die Einrichtung in ein "Heim für schwererziehbare Hilfsschüler" umgewandelt. Seit jener Zeit gab es dort nur noch 60 Kinder in drei Gruppen, sechs Erzieher und eine eigenständige Heimschule. 1952 diente der Säulensaal des Schlosses als Schlafraum für 20 Kinder. Zu DDR-Zeiten trug das Kinderheim den Namen des kommunistischen Widerstandskämpfers Walter Husemann (1903–1943).
Nach der Wende wurde das Kinderheim im Schloss zunächst von der Gemeinde Wartenburg getragen. 1994 übernahm das Evangelische Jugend- und Fürsorgewerk die Trägerschaft über die Einrichtung. Zugleich kamen noch zwei weitere Gebäude, das ehemalige Landambulatorium und die Kinderkrippe, zum Kinder- und Jugendhilfeverbund Schloss Wartenburg hinzu.
Im Schloss sowie in den beiden weiteren Häusern im Ort werden Kinder und Jugendliche im Alter von 6 bis 18 Jahren betreut. Manche von ihnen können oder wollen aus verschiedenen Gründen nicht mehr in ihren Familien leben, andere weisen Lern- oder Verhaltensstörungen auf. In Wartenburg leben sie in familienähnlichen Gruppen. Die Kinder und Jugendlichen, die in der Einrichtung leben, sind fest in die Dorfgemeinschaft integriert.
Der Ort Wartenburg und die Jugendhilfeeinrichtung finden eine literarisch-fiktionalisierte Entsprechung in dem Jugendthriller Unland von Antje Wagner.
- Kirche St. Petri

Die erste Wartenburger Kirche entstand im 13. Jahrhundert. Sie wurde 1875 wegen Baufälligkeit abgerissen und an ihrer Stelle 1876 ein neuer gotisierender Backsteinbau eingeweiht.

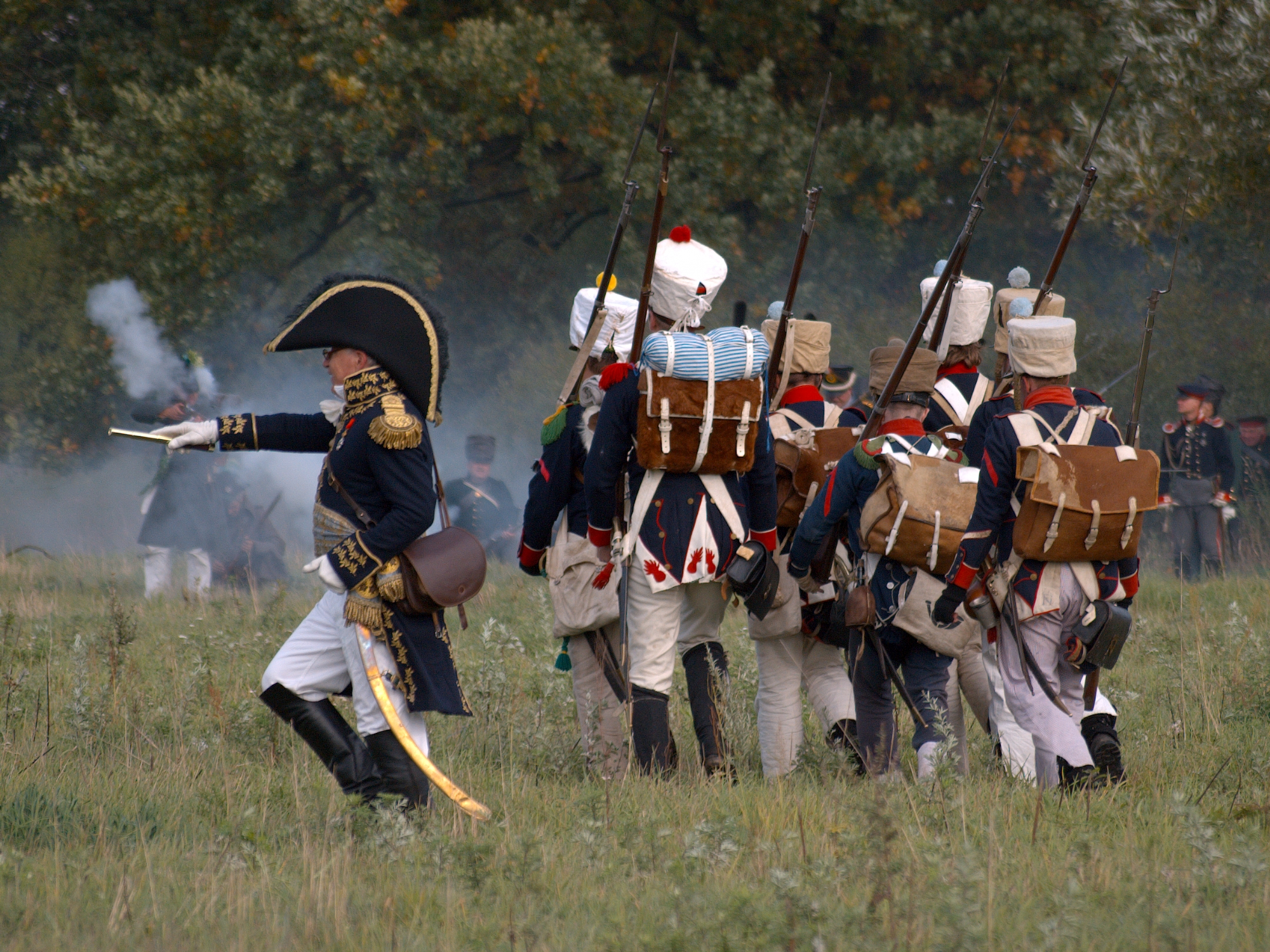
Volksfest mit Darstellung der Schlacht bei Wartenburg

- Brühlsches Gartenhaus, 1748 im Schlossgarten errichtet, nach 1945 zum Heizhaus der benachbarten Gewächshäuser umfunktioniert und schließlich dem Verfall preisgegeben, die Überreste der Eingangsseite wurden in den 1990er Jahren geborgen und gegenüber der Kirche wieder aufgestellt
- Denkmal der Schlacht bei Wartenburg

Ursprünglich nach einem Schinkel-Entwurf 1863 enthüllt, wurde es wegen starker Beschädigungen Anfang der 1960er Jahre abgebrochen.  Seit 1963 befindet sich an diesem Ort ein Gedenkstein nach einem Entwurf von Erich Viehweger.
- Yorck-Denkmal vom Bildhauer Hans Arnold, 1913 zum 100. Jahrestag der Schlacht bei Wartenburg eingeweiht
- Denkmal der Toten des Ersten Weltkriegs mit den Namen der gefallenen 55 Wartenburger Bürger, 1925 eingeweiht
- Diorama der Schlacht bei Wartenburg, zeigt mit ca. 350 Zinnfiguren die historische Situation des 3. Oktober 1813 um die Mittagszeit

## Wirtschaft und Infrastruktur
Verkehr

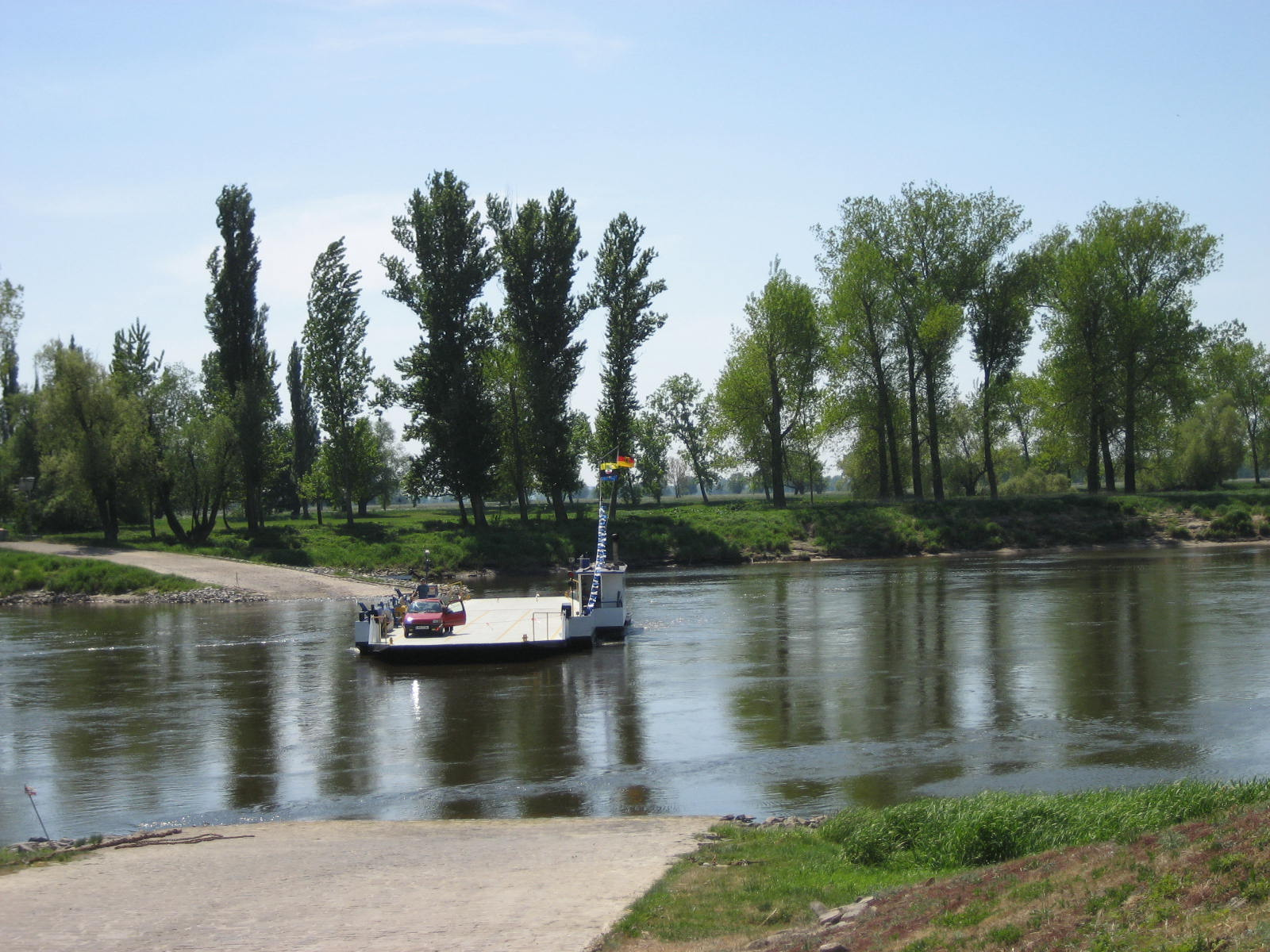
Elbfähre in Elster (Elbe)

Wartenburg liegt an der Landesstraße L 127, die die Elbfähre nach Elster mit der Bundesstraße 187 (Kemberg (Ortsteil Lammsdorf)–Riesa) bei Globig-Bleddin verbindet. Die Entfernung beträgt etwa 6 km. Zur Bundesstraße 187, die Wittenberg und Jessen verbindet, sind es über die Elbfähre rund 4 km.

## Persönlichkeiten
- Hans Christoph von Ebeleben (1578–1651), Jurist und Verwaltungsbeamter, in Wartenburg geboren
- Friedrich August Hannemann (1819–1912), in Wartenburg geborener Imker, emigrierte 1853 mit zwei Bienenvölkern nach Brasilien
- Karl Rode (1901–1980), Geologe und Hochschullehrer
- Erich Viehweger (1907–1992), Maler und Bühnenbildner, lebte und arbeitete ab 1945 in Wartenburg
- Marcel Gerds (* 1983), Steuerberater und Wirtschaftsprüfer, lebt in Wartenburg